# اولد زیونزویل (پنسیلوانیا)
اولد زیونزویل (به انگلیسی: Old Zionsville) یک منطقهٔ مسکونی در ایالات متحده آمریکا است که در شهرستان له‌های، پنسیلوانیا واقع شده‌است. اولد زیونزویل ۲۳۷٫۱۴ متر بالاتر از سطح دریا قرار دارد.